# Dicranota (Rhaphidolabis) vishnu
Dicranota (Rhaphidolabis) vishnu is een tweevleugelige uit de familie Pediciidae. De soort komt voor in het Oriëntaals gebied.